# Hylomyscus grandis
Hylomyscus grandis är en gnagare i familjen råttdjur som förekommer i Afrika. Populationen infogades en tid som synonym i Hylomyscus aeta och sedan 1990-talet är den godkänd som art.
Arten blir 8,9 till 11,0 cm lång (huvud och bål), har en 13,0 till 15,0 cm lång svans och väger 25 till 41 g. Bakfötterna är 1,8 till 2,2 cm långa och öronen är 1,5 till 2,0 cm stora. Håren som bildar den mjuka pälsen på ovansidan är på ryggens topp cirka 1 cm långa och gråa nära roten samt bruna vid spetsen vad som ger ett gråbrunt till kanelbrunt utseende. Det förekommer en tydlig gräns mot den ljusgråa undersidan. Hylomyscus grandis har vid framtassarna en förminskad tumme och den saknar klo. De mörka öronen är täckta av några fina hår och morrhåren är långa och svarta. Trots fjäll och flera korta styva hår på svansen ser den naken ut. Honor har två par spenar.
Denna gnagare lever endemisk på Mount Oku i Kamerun. Den når upp till 2100 meter över havet. Området är täckt av fuktiga tropiska bergsskogar.
Individerna klättrar i träd. En upphittad hona var dräktig med 5 eller 6 ungar.
Det lämpliga habitatet minskar på grund av skogsavverkningar. IUCN listar Hylomyscus grandis som starkt hotad (EN).